# Ендосимбионтна теория
Ендосимбионтната теория е теория, според която някои клетъчни органели на еукариотните клетки, а именно митохондриите и хлоропластите, произлизат от прокариотни клетки, попаднали в цитоплазмата на примитивната еукариотна клетка и установили с нея симбиоза.
Примитивните еукариоти са били анаеробни, но преди около 1 милиард години еукариотна клетка е погълнала аеробни бактерии, от които са произлезли нейните митохондрии — органелите – „енергоцентрали“, които осъществяват клетъчното дишане. По-късно предшествениците на фотосинтезиращите еукариоти са погълнали цианобактерии, от които са произлезли техните хлоропласти.
Ендосимбионтната теория се доказва от факта, че митохондриите и хлоропластите имат собствен геном и рибозоми от прокариотен тип.